# DEL48
DEL48 (đọc là D.E.L Forty Eight) là nhóm nhạc nữ thần tượng đông thành viên nhất Ấn Độ là nhóm nhạc chị em quốc tế thứ 8 của AKB48, sau JKT48 ở Indonesia, BNK48 và CGM48 ở Thái Lan, MNL48 ở Philippines, SGO48 ở Việt Nam, AKB48 Team SH ở Trung Quốc và AKB48 Team TP ở Đài Loan. Cùng với MUB48, DEL48 được giới thiệu vào ngày 19 tháng 6 năm 2019. Nhóm ra mắt thế hệ đầu tiên gồm 22 thành viên vào ngày 30 tháng 12 năm 2019.
Ngày 8 tháng 10 năm 2020, nhóm chính thức tan rã vì dịch COVID 19.
11

## Cựu thành viên
Nhóm đã ra mắt thế hệ thứ nhất với 22 thành viên. Hiện tại đã tan rã.
Thành viên lớn tuổi nhất là Tina (sinh năm 1996), thành viên nhỏ tuổi nhất là Ashley (sinh năm 2005)
Thành viên Glory là thành viên đầu tiên được giới thiệu của DEL48 tại nhà hát AKB48 ở Akihabara, Tokyo, Nhật Bản.
| Danh sách cựu thành viên | Danh sách cựu thành viên | Danh sách cựu thành viên | Danh sách cựu thành viên | Danh sách cựu thành viên | Danh sách cựu thành viên | Danh sách cựu thành viên | Danh sách cựu thành viên | Danh sách cựu thành viên |
| Nghệ danh                | Devanagari               | Katakana                 | Tên khai sinh            | Devanagari               | Katakana                 | Thế hệ                   | Ngày sinh (tuổi)         | Quốc tịch                |
| ------------------------ | ------------------------ | ------------------------ | ------------------------ | ------------------------ | ------------------------ | ------------------------ | ------------------------ | ------------------------ |
| Akki                     | अक्की                      | アッキ                   | Aakanksha Bakshi         | आकांक्षा बक्शी                 | アーカンクシャ・バクシー | 1                        | 14 tháng 6, 1997         | Ấn Độ                    |
| Anvi                     | अन्वी                      | アンヴィ                 | Sanvi Arora              | संवी अरोरा                   | サンヴィ・アローラ       | 1                        | 8 tháng 8, 1998          | Ấn Độ                    |
| Ashley                   | अश्ली                      | アシュレイ               | Ashwin Virk              | आश्विन विर्क                 | アシュウィン・バーク     | 1                        | 26 tháng 8, 2005         | Ấn Độ                    |
| Beanie                   | बिनि                       | ビーニー                 | Binita Budathoki         | बिनीता बुढाथोकी                 | ビニータ・ブダトキ       | 1                        | 16 tháng 11, 1996        | Ấn Độ                    |
| Coco                     | कोको                       | ココ                     | Manasvani Pant           | मनस्वनी पंत                 | マナスヴァニ・パント     | 1                        | 9 tháng 4, 2001          | Ấn Độ                    |
| Eli                      | एलि                       | エリ                     | Eliza Sehgal             | एलिज़ा सहगल                 | エリザ・セガル           | 1                        | 21 tháng 9, 1997         | Ấn Độ                    |
| Elsa                     | एल्सा                      | エルサ                   | Dhwani Singh             | ध्वनि सिंह                   | ドゥワニ・シン           | 1                        | 15 tháng 3, 2002         | Ấn Độ                    |
| Frey                     | फ्रे                       | フレイ                   | Freya Grover             | फ्रेया ग्रोवर                 | フレイア・グローバー     | 1                        | 5 tháng 10, 2000         | Ấn Độ                    |
| Glitter                  | ग्लिटर                     | グリッター               | Vidushi                  | विदुषी                      | ヴィドゥシ               | 1                        | 12 tháng 10, 2002        | Ấn Độ                    |
| Glory                    | ग्लोरी                      | グローリー               | Khushi Dua               | ख़ुशी दुआ                    | クシ・ドゥア             | 1                        | 27 tháng 8, 2003         | Ấn Độ                    |
| Grace                    | ग्रेस                      | グレース                 | Diksha Parmar            | दीक्षा परमार                 | ディクシャ・パルマー     | 1                        | 27 tháng 10, 1997        | Ấn Độ                    |
| Ika                      | विका                       | イカ                     | Bhavika Chadha           | भाविका चढ़ा                   | バヴィカ・チャダ         | 1                        | 27 tháng 9, 1998         | Ấn Độ                    |
| Iqra                     | इक़रा                      | イクラ                   | Iqra Khan                | इक़रा खान                   | イクラ・カーン           | 1                        | 22 tháng 5, 2005         | Ấn Độ                    |
| Kwin                     | क्वीन                      | クウィン                 | Sonali Singh             | सोनाली सिंह                   | ソナリ・シン             | 1                        | 1 tháng 1, 1998          | Ấn Độ                    |
| Manna                    | मन्ना                      | マンナ                   | Mannat Sandhu            | मन्नत संधू                  | マンナト・サンドゥ       | 1                        | 21 tháng 12, 1996        | Ấn Độ                    |
| Mishaa                   | मिश्रा                      | ミシャー                 | Mahika Sharma            | महिका शर्मा                  | マヒカ・シャルマ         | 1                        | 12 tháng 11, 1998        | Ấn Độ                    |
| Mithu                    | मिथु                       | ミトゥー                 | Loveena Nandwani         | लोवीना नंदवानी                 | ロビナ・ナンドワニ       | 1                        | 1 tháng 8, 1998          | Ấn Độ                    |
| Nina                     | नीना                       | ニーナ                   | Sonali Talwar            | सोनाली तलवार                 | ソナリ・タルワール       | 1                        | 17 tháng 5, 1997         | Ấn Độ                    |
| Rach                     | रच                       | ラチ                     | Rachna                   | रचना                      | ラチナ                   | 1                        | 23 tháng 12, 1996        | Ấn Độ                    |
| Reyna                    | रच                       | レイナ                   | Shivangi Negi            | शिवांगी नेगी                   | シヴァンギ・ネギ         | 1                        | 2 tháng 7, 1999          | Ấn Độ                    |
| Sasha                    | साशा                       | サシャ                   | Samragyi Bansal          | साम्राज्ञी बंसल                | サムラジー・バンサル     | 1                        | 30 tháng 10, 2000        | Ấn Độ                    |
| Tina                     | टीना                       | ティナ                   | Kiran                    | किरण                      | キラン                   | 1                        | 16 tháng 8, 1996         | Ấn Độ                    |